# 太平洋航運集團
太平洋航運集團有限公司 (港交所：2343)是一家在香港交易所上市的航運公司，提供乾散貨運輸及物流支援，主要在亞太地區營運。太平洋航運首於1987年於香港成立，並以小靈便型乾散貨船的船東及營運商為主，期後於1996年公司被收購並進行私有化。在1998年，集團始創人重組團隊及業務，公司重新成立，並命名為太平洋航運集團有限公司。太平洋航運於2004年7月14日於香港交易所上市。截止2017年，太平洋航運於全球六大洲設有12個辦事處：奧克蘭，大連，德班，香港（總部），倫敦，馬尼拉，墨爾本，聖地亞哥，斯坦福德，里約熱內盧，東京和溫哥華。

## 外部連結
- 太平洋航運集團有限公司(中文版)（页面存档备份，存于）
- 太平洋航運集團有限公司(英文版)（页面存档备份，存于）